# Узельганка
Узельганка — река в России, протекает в Уйском районе Челябинской области. Устье реки находится в 2 км по правому берегу реки Кышиндык у деревни Косогорка. Длина реки составляет 15 км.
Кроме Косогорки, на реке стоит село Маслово и нежилая деревня Приданниково.

## Данные водного реестра
В Государственном водном реестре указано, что Узельганка (в реестре Узельга) впадает в Уй, а Кышиндык является её притоком, что противоречит картам.
По данным государственного водного реестра России относится к Иртышскому бассейновому округу, водохозяйственный участок реки — Тобол от истока до впадения реки Уй, без реки Увелька, речной подбассейн реки — Тобол. Речной бассейн реки — Иртыш.
По данным геоинформационной системы водохозяйственного районирования территории РФ, подготовленной Федеральным агентством водных ресурсов:
- Код водного объекта в государственном водном реестре — 14010500212111200000713
- Код по гидрологической изученности (ГИ) — 111200071
- Код бассейна — 14.01.05.002
- Номер тома по ГИ — 11
- Выпуск по ГИ — 2